# برج تلفزيون يريفان
برج تلفزيون يريفان (الأرمينية: Երեւանի հեռուստաաշտարակ) هو برج شبكي تم بناؤه في عام 1977 على نورك هيل بالقرب من وسط مدينة يريفان بأرمينيا، يبلغ ارتفاعه 311.7 متر (1,023 قدم). يعد البرج أعلى مبنى في القوقاز وثاني أطول برج في غرب آسيا (بعد برج الميلاد في طهران)، وأعلى برج مرتفع قائم من الفولاذ وواحد من أعلى ثلاثين برجا في العالم.